# عنکبوت آب
عنکبوت آب (نام علمی: Argyroneta aquatica) نام یک گونه از تیره عنکبوت‌های برکه است.